# Bazylika Świętych Ambrożego i Karola przy Corso
Bazylika Świętych Ambrożego i Karola przy Corso (wł. Basilica dei Santi Ambrogio e Carlo al Corso) – rzymskokatolicki kościół tytularny w Rzymie, często nazywany w skrócie San Carlo al Corso.
Świątynia ta jest kościołem rektoralnym parafii San Lorenzo in Lucina oraz kościołem tytularnym, mającym również rangę bazyliki mniejszej.
Dawniej był to kościół narodowy Księstwa Mediolanu, od zjednoczenia Włoch został kościołem regionalnym Lombardii. Mieści się w nim kaplica św. Olafa, będąca narodowym sanktuarium dla pielgrzymów z Norwegii.

## Lokalizacja
Bazylika znajduje się w IV Rione Rzymu – Campo Marzio przy Via del Corso 437.

## Patroni
Patronami świątyni są arcybiskupi Mediolanu: św. Ambroży, ojciec i doktor Kościoła żyjący w IV wieku, oraz św. Karol Boromeusz, kardynał żyjący w XVI wieku.

## Historia
Pierwszy kościół w tym miejscu był dedykowany św. Mikołajowi, określano go jako San Niccolò del Tufo. W 1471 roku papież Sykstus IV zatwierdził założenie świeckiej wspólnoty emigrantów lombardzkich mieszkających w Rzymie oraz podarował tej wspólnocie kościół św. Mikołaja jako zalążek planowanego hospicjum dla pielgrzymów i niedołężnych emigrantów. Wspólnota odnowiła świątynię i dodała swojego patrona św. Ambrożego do wezwania kościoła (Santi Niccolò ed Ambrogio). Prace zostały ukończone w 1520 roku.
W 1610 roku miała miejsce kanonizacja św. Karola Boromeusza, która stała się inspiracją do budowy nowego większego kościoła na północny wschód od starego. W 1612 roku nabyto i oczyszczono teren przy Corso. Kamień węgielny został położony 29 stycznia 1612 roku, prace nadzorował Onorio Longhi (sugerowano również, że autorem projektu kościoła był jego ojciec Martino Longhi starszy). Nowy kościół został dedykowany Świętym Ambrożemu i Karolowi Boromeuszowi. Z powodu trudności finansowych budowa trwała wiele lat. Onorio Longhi zmarł przed ukończeniem prac w nawie głównej, w związku z tym wnętrze zaprojektował jego syn Martino Longhi młodszy w 1642 roku, projekt ten nieco zmienił Pietro da Cortona w 1651 roku, który również wzniósł kopułę i apsydę w 1668 roku. Fasada została ostatecznie ukończona w 1684 roku przez Giana Battistę Menicucciego i Maria da Canepinę.
Papież Pius XI 21 grudnia 1929 roku nadał kościołowi godność bazyliki mniejszej.

## Architektura i sztuka
Bazylika jest trójnawowa z transeptem, nawy boczne mają po trzy boczne kaplice. Na skrzyżowaniu nawy głównej z transeptem umieszczono kopułę położoną na ośmiobocznym bębnie. Półkoliste kopuły znajdują się również na dachach kaplic bocznych. Na prawym ramieniu transeptu umieszczono niewielką czworoboczną dzwonnicę nakrytą małą kopułą.
Konstrukcja fasady oparta jest na czterech gigantycznych pilastrach korynckich wspierających belkowanie. Powyżej znajduje się trójkątny fronton z eliptycznym oknem pośrodku. Pilastry dzielą fasadę na trzy pionowe strefy, z których każda ma drzwi wejściowe, z których centralne są większe od bocznych.
Wnętrze bazyliki jest bogato zdobione złoconymi sztukateriami. Arkady między nawami mają po 3 przęsła podtrzymywane przez filary o pozłacanych kapitelach. Powyżej belkowania znajdują się trzy duże okna po każdej stronie.
Nawę pokrywa zdobione sklepienie kolebkowe. Na centralnym panelu sufitu znajduje się fresk przedstawiający Upadek zbuntowanych aniołów z lat 1677–1679 autorstwa Giacinta Brandiego. Sztukaterie wykonali Cosimo i Antonio Fancelli według projektu da Cortony. Na sklepieniu prezbiterium umieszczono fresk Apoteoza św. Karola Boromeusza autorstwa Brandiego z 1677 roku, koncha apsydy została w tym samym roku ozdobiona przez tego samego autora freskiem przedstawiającym św. Karola i cierpiących na zarazę.
Na filarach łuku tęczowego umieszczono dwie ambony.
Obraz w ołtarzu głównym jest dziełem Carla Maratty, który namalował Świętych Ambrożego i Karola przedstawionych Chrystusowi przez Matkę Bożą (1685–1690).

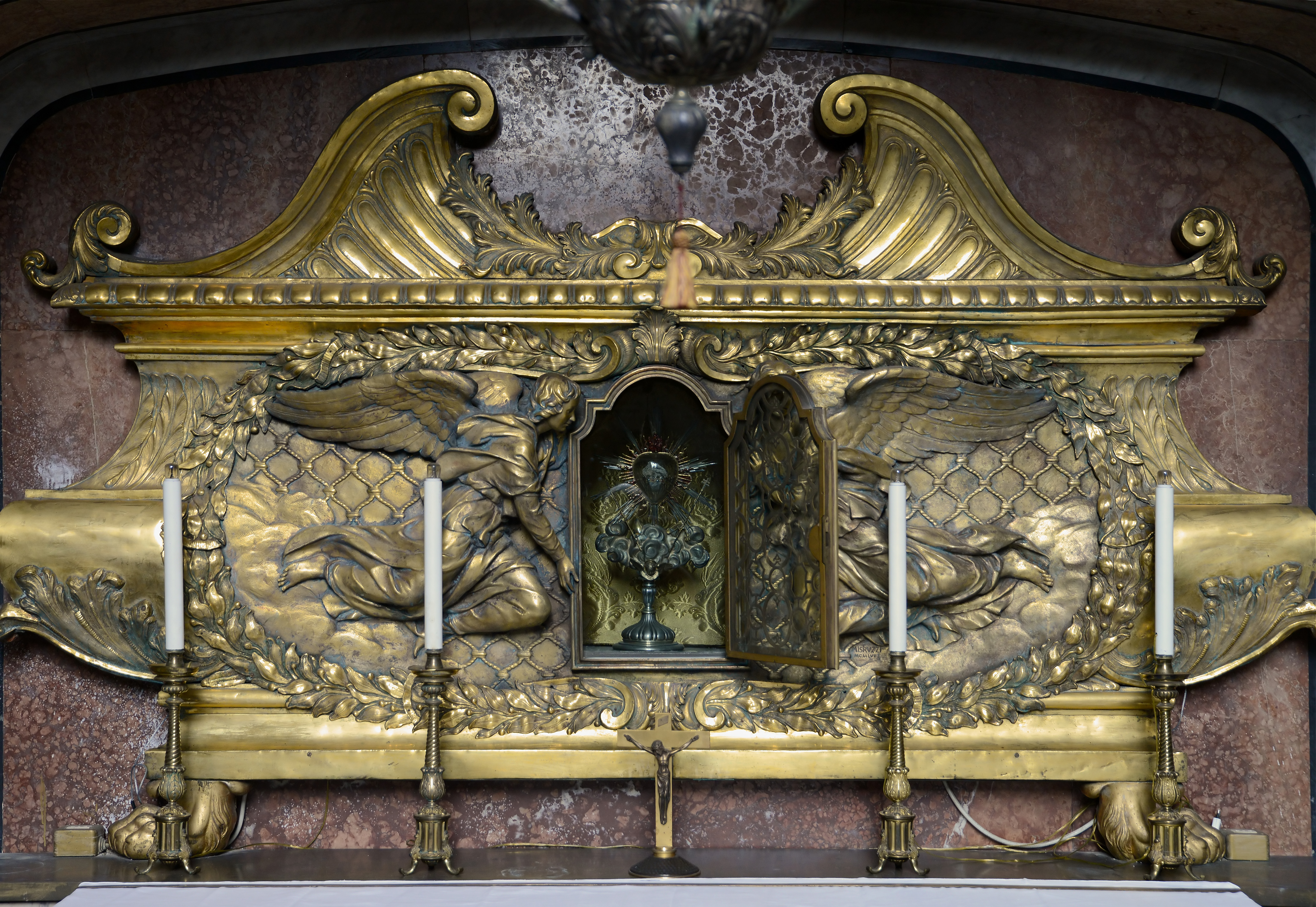
Relikwiarz serca św. Karola Boromeusza

W ambicie znajduje się relikwiarz z sercem św. Karola Boromeusza, podarowany w 1614 roku przez bratanka świętego, kardynała Fryderyka Boromeusza. W niszach obejścia umieszczono sześć rzeźb świętych autorstwa Francesca Cavalliniego, są to święci: Sebastian, Tekla, Jan Chrzciciel, Józef, Piotr Apostoł i Szczepan.

### Kaplice boczne
Kaplica krucyfiksu
Pierwsza kaplica po prawej stronie ma pozłacany drewniany ołtarz z końca XVI wieku. Krucyfiks na ołtarzu jest dziełem Cavalliniego, umieszczono go na obrazie pejzażowym. Na ścianie po prawej stronie znajduje się obraz przedstawiający cesarza św. Henryka oddającego cześć św. Benedyktowi, jest to dzieło Francesca Rosy. Po lewej stronie znajduje się Chrystus przyjmujący św. Karola i Ambrożego w chwale, dzieło artysty ze szkoły Maratty, być może Morazzonego.
W kaplicy znajduje się chrzcielnica, na której umieszczono małą marmurową figurkę św. Jana Chrzciciela z początku XV wieku.
Kaplica Matki Bożej Wspomożycielki Wiernych
Druga kaplica po prawej stronie jest poświęcona Maryi Wspomożycielce Wiernych (Maria Auxilium Christianorum). Znajduje się w niej wizerunek Matki Bożej podarowany przez św. Wincentego Pallottiego w XIX wieku, który uczestniczył w nabożeństwach maryjnych w kościele.
Kaplica Świętej Rodziny
Trzecia kaplica po prawej stronie jest poświęcona Świętej Rodzinie. Obraz na lewej ścianie to Ekstaza św. Franciszka autorstwa Mazzucchelli. Z kolei obraz na prawej ścianie jest anonimowym dziełem z końca XVII wieku i przedstawia papieża bł. Innocentego XI.
Kaplica Niepokalanego Poczęcia
Kaplica w prawym ramieniu transeptu poświęcona jest Niepokalanemu Poczęciu Maryi. Została ona ukończona, po dziesięciu latach pracy, w 1769 roku według projektu Paola Posiego.
Obraz w ołtarzu jest kopią Niepokalanego Poczęcia z Doktorami Kościoła Carla Maratty z kaplicy Cibo w bazylice Santa Maria del Popolo. Po lewej stronie ołtarza znajduje się figura przedstawiająca króla Dawida autorstwa André Jeana Lebruna, po prawej Judyta Pietra Pacillego.
Fresk na sklepieniu przedstawia Świętych w chwale i jest dziełem Brandiniego.
Kaplica św. Barnaby
Pierwsza kaplica po lewej stronie poświęcona jest św. Barnabie, który czczony jest tutaj z powodu fikcyjnej tradycji mówiącej, że był on pierwszym biskupem Mediolanu. Obraz w ołtarzu przedstawia Nauczanie św. Barnaby i jest autorstwa Piera Francesca Moli.
Kaplica św. Filipa Neri
Druga kaplica po lewej stronie poświęcona jest św. Filipowi Neri. Obraz w ołtarzu, przedstawiający Ekstazę św. Filipa Neri jest autorstwa Francesca Rosy, który wykonał również fresk na sklepieniu.
Para obrazów na bocznych ścianach pochodzi z 1726 roku i jest prawdopodobnie autorstwa Giacoma Zobolego. Po lewej jest Cudowna komunia św. Stanisława Kostki, a po prawej Św. Alojzy Gonzaga pielęgnujący cierpiących na zarazę.
Kaplica św. Olafa
Trzecia kaplica po lewej stronie poświęcona jest królowi Norwegii św. Olafowi. Kaplica ta została konsekrowana przez kardynała Lucida Marię Parocchiego 9 kwietnia 1893 roku, w 50. rocznicę pierwszej mszy świętej odprawionej legalnie zgodnie z prawem w Norwegii od czasu reformacji.
Obraz w ołtarzu jest dziełem polskiego artysty Piusa Welońskiego. Pierwotnie był on prezentem dla papieża Leona XIII z okazji 50. rocznicy jego święceń biskupich, który został przekazany papieżowi 3 marca 1893 roku. Papież popierał pomysł utworzenia w Rzymie kaplicy dla Norwegów, kiedy taka kaplica powstała w tym kościele, biskup Johannes Olav Fallize poprosił o umieszczenie obrazu w tym miejscu. Mniejszy obraz na ołtarzu przedstawia św. Annę z Maryją.
Na ścianie po prawej stronie znajduje się obraz Święta Rodzina ze Świętymi Anną i Janem Chrzcicielem Cristofora Roncallego. Na lewej ścianie umieszczono Adorację zmartwychwstałego Chrystusa w ogrodzie Pasqualego Rossiego, był to oryginalny obraz w ołtarzu, zanim kaplica została dedykowana św. Olafowi.
Kaplica została odrestaurowana w 1980 roku.
Kaplica Najświętszego Sakramentu
Kaplica Najświętszego Sakramentu na lewym końcu transeptu jest bardzo podobna do położonej naprzeciwko kaplicy Niepokalanego Poczęcia. Została ona ukończona w 1929 roku. Architektem był Cesare Bazzani.
Ołtarz przedstawia Boga Ojca czczonego przez Anioły jest to dzieło Tommasa Luiniego.

## Kardynałowie prezbiterzy
Bazylika Świętych Ambrożego i Karola przy Corso jest jednym z kościołów tytularnych nadawanych kardynałom-prezbiterom (Titulus Sanctorum Ambrosii et Caroli ad viam Latam).
Papież Urban VIII 6 października 1627 roku ustanowił tytuł Sancti Caroli ad Cursum, ale zlikwidował go już 5 września 1639 roku (po śmierci kardynała prezbitera, któremu tytuł ten był nadany). Natomiast Paweł VI 7 czerwca 1967 roku ustanowił tytuł Sanctorum Ambrosii et Caroli ad viam Latam.
- Desiderio Scaglia (1627-1639)
- tytuł zlikwidowany (1639-1967)
- Angelo Dell’Acqua (1967-1972)
- Ugo Poletti (1973-1997)
- Dionigi Tettamanzi (1998-2017)
- vacat (2017-nadal)